# Esquirol d'Allen
L'esquirol d'Allen (Sciurus alleni) és una espècie de rosegador de la família dels esciúrids. És endèmic de Mèxic, on viu a altituds d'entre 600 i 2.550 msnm. S'alimenta de larves, insectes adults, anurs, cacauets, blat de moro, civada, pomes, préssecs, mangos, prunes, raïm i tomàquets. Els seus hàbitats naturals són les rouredes i els boscos de roures i pins. Està amenaçat per la caça i la desforestació.
L'espècie fou anomenada en honor del zoòleg i ornitòleg estatunidenc Joel Asaph Allen.